# William Fenn Sr
William "Willy" Fenn Sr fou un ciclista estatunidenc, professional des del 1904 fins al 1910. Es va especialitzar en les curses de sis dies.
El seu fill William també es dedicà al ciclisme.

## Palmarès
- 1900
  -  Campió dels Estats Units amateur en Velocitat
- 1908
  - 1r als Sis dies de Pittsburgh (amb Frank Kramer)
- 1910
  - 1r als Sis dies de Newark (amb Frank Kramer)